# Caux-sur-Montreux

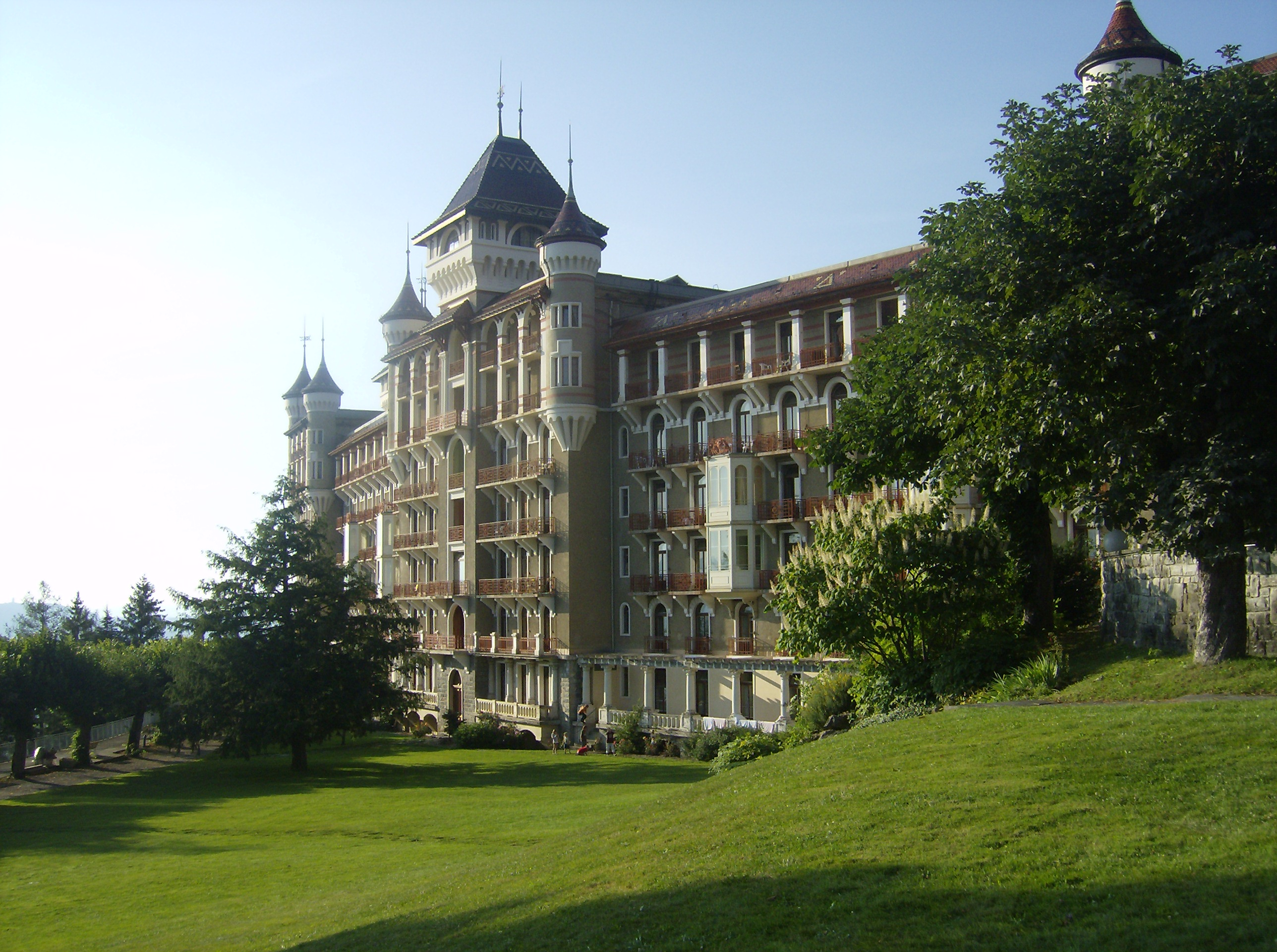
Hotel

Caux-sur-Montreux is een dorp boven Montreux, Zwitserland, dat bij de stad Montreux in het kanton Vaud hoort. Het dorp is op de berghelling boven de stad Montreux en de Zwitserse Rivièra gelegen. Het is door de Chemin de fer Montreux-Glion-Rochers-de-Naye bereikbaar.
Caux is sinds 1946 door de jaarlijkse bijeenkomsten van Initiatives of Change (vroeger bekend als Morele Herbewapening) internationaal bekend. Het was de eerste buitenlandse reisbestemming waar Duitsers na de Tweede Wereldoorlog mochten gaan en het was het toneel van Frans-Duitse verzoeningen.
Caux is ook bekend door het organiseren van de eerste FIBT World Championships in een vier-mans bobsleewedstrijd in 1930 en door zijn beroemde Hotelschool.